# Apanteles ensiger
Apanteles ensiger är en stekelart som först beskrevs av Thomas Say 1836.  Apanteles ensiger ingår i släktet Apanteles och familjen bracksteklar. Inga underarter finns listade i Catalogue of Life.